# Список глав правительства Албании
Список глав правительства Албании включает лиц, возглавлявших правительства в Албании со времени принятия в 1912 году декларация независимости страны и формирования её временного правительства.
В соответствии с действующей конституцией премьер-министр Республики Албании (алб. Kryeministri i Republikës së Shqipërisë) назначается Президентом Албании после одобрения его кандидатуры Народным собранием Албании (как правило, на четырёхлетний электоральный период).
Использованная в первом столбце таблиц нумерация является условной; также условным является использование в первом столбце цветовой заливки, служащей для упрощения восприятия принадлежности лиц к различным политическим силам без необходимости обращения к столбцу, отражающему партийную принадлежность. Наряду с партийной принадлежностью, в столбце «Партия» также отражён внепартийный (независимый) статус персоналий. Для удобства список разделён на принятые в историографии периоды истории страны. Приведённые в преамбулах к каждому из разделов описания этих периодов призваны пояснить особенности политической жизни.

## Временное правительство во Влёре (1912—1914)
Центром формирования независимого албанского государства стал османский вилайет Шкодер (тур. İşkodra Vilayeti, алб. Vilajeti i Shkodrës), территория которого могла быть разделена занявшими её в результате первой Балканской войны странами Балканского союза. В условиях османского поражения во Влёре (тур. Avlonya) 28 ноября 1912 года начал работу Всеалбанский конгресс (алб. Kongresi Gjithë Shqipëtar), председателем которого был избран Исмаил Кемали, в 1909 году возглавлявший Национальное собрание (тур. Meclis-i Umumî) в Стамбуле. В тот же день была принята Декларация независимости Албании, а Кемали поручено сформировать временное правительство (алб. Qeveria e Përkohshme e Shqipërisë), состав которого был утверждён 4 декабря 1912 года.
После подписания 3 декабря 1912 года воюющими сторонами перемирия начала работу Лондонская конференция послов, в центре внимания которой был план раздела османских владений в Европе. 30 мая 1913 года был подписан мирный договор, ставший основой для принятого 29 июня 1913 года конференцией решения о создании суверенного албанского княжества под контролем Международной контрольной комиссии (англ. International Commission of Control) из представителей шести государств-гарантов и албанского делегата.
На состоявшемся 22 января 1914 года заседании Международной контрольной комиссии Кемали передал власть в её руки, посчитав это средством к прекращению анархии и созданию единого правительства для всей Албании.
|        | Портрет | Имя (годы жизни) | Полномочия     | Полномочия     | Должность                                                                   | Пр.                  |
| Начало | Портрет | Имя (годы жизни) | Окончание      |                | Должность                                                                   | Пр.                  |
| ------ | ------- | --- | -------------- | -------------- | --------------------------------------------------------------------------- | -------------------- |
| 1      |         | Исмаиль Махмут Кемали, бей Влёра (1844—1919) алб. Ismail Mahmut Qemal bej Vlora, тур. Avlonyalı İsmail Mahmut Kemal bey | 28 ноября 1912 | 22 января 1914 | председатель Временного правительства алб. Kryetar i Qeverisë së Përkohshme | [ 13 ] [ 14 ] [ 15 ] |

## Республика Центральной Албании (1913—1914)
Республика Центральной Албании (алб. Republika e Shqipërisë së Mesme) была непризнанным государством с центром в Дурресе, созданным участвовавшим в восстании 1912 года османским офицером Эссад-пашой Топтани, заявившим об оппозиции временному правительству во Влёре.
После принятия Лондонской конференцией послов 29 июня 1913 года решения о создании суверенного албанского княжества под контролем Международной контрольной комиссии (англ. International Commission of Control) Эссад-паша 12 февраля 1914 года согласился с ним, добившись придания Дурресу столичного статуса и права возглавить делегацию, передавшую Вильгельму Виду приглашение принять албанский престол. Выразивший согласие 22 февраля 1914 года и прибывший в Дуррес 7 марта 1914 года Вид принял национальный титул «мбрет» (алб. Mbreti), соответствующий королю (но за пределами Албании считался имеющим достоинство князя), и тронное имя Скандербег II (алб. Skënderbeu II) в память вождя антиосманского восстания XV века Скандербега
|        | Портрет | Имя (годы жизни)                                                                           | Полномочия      | Полномочия      | Должность | Пр.           |
| Начало | Портрет | Имя (годы жизни)                                                                           | Окончание       |                 | Должность | Пр.           |
| ------ | ------- | ------------------------------------------------------------------------------------------ | --------------- | --------------- | --- | ------------- |
| 2 (I)  |         | Эссад-паша Али Топтани (1863—1920) алб. Esad Ali pashë Toptani, тур. Esad Ali paşa Toptani | 12 октября 1913 | 12 февраля 1914 | председатель Совета старейшин Центральной Албании алб. Kryetar i Këshillit të Pleqësisë së Shqipërisë së Mesme | [ 20 ] [ 21 ] |

## Княжество Албания (1914—1925)
Взойдя 7 марта 1914 года на престол как мбрет (алб. Mbreti) Скандербег II (алб. Skënderbeu II) Вильгельм Фридрих Генрих цу Вид назначил 17 марта 1914 года правительство во главе с премьер-министром (алб. minister-president) Турхан-пашой Пермети. Ориентация албанской элиты на Италию, предоставившую средства для организации антивидовского переворота, и многочисленные восстания вынудили монарха 3 сентября 1914 года покинуть страну. Формально княжение Вида продолжалось до провозглашения Албании республикой 31 января 1925 года.
Выступавшими за избрание правителя-мусульманина и возвращение под османский протекторат исламскими деятелями было поднято крестьянское восстание, руководители которого создали 3 июня 1914 года в Шияке Генеральный совет (алб. Këshilli i Përgjithshëm) во главе с Мустафой Ндроки, переименованный 10 июня 1914 года в Генеральный совет старейшин (алб. Këshilli i përgjithshëm i Këshillit i pleqve). После прекращения работы княжеского правительства они постарались заполнить вакуум власти, сформировав в Дурресе 23 сентября 1914 года Генеральный совет Сената Албании (алб. Këshillit i përgjithshëm të Senatit Shqiptar), однако 5 октября 1914 года вернувшийся в страну во главе собственного военного отряда Эссад-паша Топтани создал правительство в Тиране и сумел установить контроль над большей частью территории страны. После вступления Албании в начале 1916 года в мировую войну на стороне Антанты страна стала ареной военных действий и была разделена на меняющиеся оккупационные зоны противостоящих государств. 24 февраля 1916 года Эссад-паша Топтани покинул страну, суверенитет которой оказался под вопросом в связи с возобновлёнными планами её послевоенного раздела.
Занявшая южную Албанию Италия 23 сентября 1917 года провозгласила албанскую независимость под своим протекторатом. К концу войны (ноябрь 1918 года) она вытеснила Австро-Венгрию и установила контроль почти над всей территорией страны. 25 декабря 1918 года оккупационные власти санкционировали создание в Дурресе правительства во главе с Пермети, стремившегося представлять Албанию на дипломатической сцене. Однако на Парижской мирной конференции албанцам не был предоставлен официальный статус и в январе 1920 года участники переговоров приняли решение о разделе страны между Королевством Сербов, Хорватов и Словенцев и Италией в качестве средства разрешения территориального конфликта между ними. Сообщения об этом вызвали протест албанских лидеров, которые с 28 по 31 января 1920 года провели в Люшне конгресс, признавшим правительство Пермети не имеющим полномочий, отказавшимся признать парижские решения и сформировавшим сначала Албанское национальное правительство (алб. Qeverisë Kombëtare Shqiptare) во главе с Сулейман-беем Дельвиной, а затем — коллегиальный Высший совет (алб. Këshilli i Naltë), принявший регентство над троном (алб. Kryetar i Qeverisë së Përkohshme), определив местом его работы ставшую новой столицей Тирану. 11 февраля 1920 Высший совет поручил Дельвине сформировать новое правительство, а находившийся в Дурресе Турхан-паша Пермети вскоре отошёл от дел и эмигрировал. Албанский вопрос разрешился и признание страны в границах 1913 года произошло только после войны за Влёру, когда в период с 4 июня по 3 сентября 1920 года албанские повстанцы сумели добиться вывода итальянский войск с юга страны.
В результате состоявшихся в апреле 1921 года выборов в Национальном совете сложилось примерное равенство противостоящих фракций (со стоящими за ними местными ополчениями), которым потребовалось составить коалицию Священный союз (алб. Bashkimi i Shenjtë) для формирования правительства Пандели Эвангели. В декабре 1921 года вернувшийся после подавления мятежа в Мирдите Ахмет Зогу окружил Тирану, добился от парламента избрания нового состава Высшего совета (регентов) и формирования контролируемого им правительства Джафера Юпи. В марте 1922 года было подавлено восстание противников Зогу (когда правительство на время вынудили бежать из столицы), после чего административная чистка укрепила властные возможности Зогу, занявшего 2 декабря 1922 года пост премьер-министра. В принятом Национальным советом 8 декабря 1922 года «Расширенном статуте Люшни» (квази-конституции) не был решён вопрос о форме правления (сохранялось регентство, четыре члена которого избирались парламентом на три года и назначали правительство), в связи с чем в ноябре—декабре 1923 года были проведены выборы учредительного собрания, сохранившие правительственное большинство. После покушения, совершённого 23 февраля 1924 года Бекиром Вальтери (три ранения из револьвера не были смертельны), Зогу ушёл в отставку и покинул страну для лечения. Сформированное 3 марта 1924 года правительство Шефкет-бея Верляджи, с дочерью которого Зогу был помолвлен, пало 27 мая 1924 года в результате восстания, инспирированного их противниками, обоснованно обвинившими правительственные круги в убийстве одного из лидеров оппозиции Авни Рустеми. После установления восставшими 10 июня 1924 года контроля над столицей Зогу с полутысячным отрядом сторонников бежал в Королевство Сербов, Хорватов и Словенцев, а сформированный в мае Илиаз-беем Вриони кабинет прекратил работу. Через неделю было создано революционное правительство во главе с православным епископом Теофаном (Ноли), который после 2 июля 1924 года, когда страну покинули последние члены Высшего совета, был объявлен его представителем и в этом качестве де-факто главой государства. Стремление Ноли к установлению дипломатических отношений с СССР способствовало международной изоляции его правительства. Созданный Зогу на сербской территории отряд, включивший добровольцев из числа российской белой эмиграции под командованием галлиполийца генерал-майора Ильи Михайловича Миклашевского пересёк границу 17 декабря 1924 года и за девять дней установил контроль над страной, которую Ноли и члены его кабинета покинули на итальянском пароходе. 24 декабря 1924 года была возобновлена работа правительства Илиаз-бея Вриони, сменённого 6 января 1925 года новым кабинетом, сформированным Зогу, занявшим посты премьер-министра и министра внутренних дел. На начавшейся 15 января 1925 года сессии Национального собрания оно было объявлено учредительным и спустя шесть дней заявило об установлении республиканской формы устройства государства, создав комиссию по выработке конституции. Первые её статьи были утверждены 31 января 1925 года и позволили избрать Зогу президентом Республики Албании (алб. Kryetar i Republikës Shqiptare).
Курсивом и серым цветом выделены даты начала и окончания полномочий лиц, возглавлявших оппозиционные центральному правительству органы власти.
|                                                                           | Портрет          | Имя (годы жизни) | Полномочия       | Полномочия                                                                                                  | Партия                                    | Должность                                                                   | Кабинет                     | Пр.           |
| Начало                                                                    | Портрет          | Имя (годы жизни) | Окончание        | | Партия                                    | Должность                                                                   | Кабинет                     | Пр.           |
| ------------------------------------------------------------------------- | ---------------- | --- | ---------------- | --- | ----------------------------------------- | --------------------------------------------------------------------------- | --------------------------- | ------------- |
| 3 (I—II)                                                                  |                  | Турхан-паша Пермети (1839—1927) алб. Turhan pashë Përmeti, тур. Turhan paşa Përmeti                                                                                   | 17 марта 1914    | 28 мая 1914                                                                                                 | независимый                               | премьер-министр Албании алб. Kryeministër i Shqipërisë                      | Пермети (I)                 | [ 42 ] [ 43 ] |
| 3 (I—II)                                                                  | 28 мая 1914      | Турхан-паша Пермети (1839—1927) алб. Turhan pashë Përmeti, тур. Turhan paşa Përmeti                                                                                   | 3 сентября 1914  | Пермети (II)                                                                                                | независимый                               | премьер-министр Албании алб. Kryeministër i Shqipërisë                      |                             | [ 42 ] [ 43 ] |
| —                                                                         |                  | Мустафа Хилми бей Ибрахим Ага Заде Ндроки (?—?) алб. Mustafa Hilmi Bej Ibrahim Aga Zade Ndroqi                                                                        | 3 июня 1914      | 10 июня 1914                                                                                                | независимый                               | председатель Генерального совета алб. Kryetar i Këshilli i Përgjithshëm     | Генеральный совет (в Шияке) | [ 44 ]        |
| —                                                                         | 10 июня 1914     | Мустафа Хилми бей Ибрахим Ага Заде Ндроки (?—?) алб. Mustafa Hilmi Bej Ibrahim Aga Zade Ndroqi                                                                        | 3 сентября 1914  | председатель Генерального совета старейшин алб. Kryetar i Këshilli i përgjithshëm i Këshillit i pleqve      | независимый                               | Генеральный совет старейшин (в Шияке)                                       |                             | [ 44 ]        |
| 4 (I—II)                                                                  | 3 сентября 1914  | Мустафа Хилми бей Ибрахим Ага Заде Ндроки (?—?) алб. Mustafa Hilmi Bej Ibrahim Aga Zade Ndroqi                                                                        | 23 сентября 1914 | председатель Генерального совета старейшин алб. Kryetar i Këshilli i përgjithshëm i Këshillit i pleqve      | независимый                               | Генеральный совет старейшин (в Шияке)                                       |                             | [ 44 ]        |
| 4 (I—II)                                                                  | 23 сентября 1914 | Мустафа Хилми бей Ибрахим Ага Заде Ндроки (?—?) алб. Mustafa Hilmi Bej Ibrahim Aga Zade Ndroqi                                                                        | 5 октября 1914   | председатель Генерального совета Сената Албании алб. Kryetar i Këshillit i përgjithshëm të Senatit Shqiptar | независимый                               | Генеральный совет Сената Албании (в Дурресе)                                |                             | [ 44 ]        |
| 2 (II)                                                                    |                  | Эссад-паша Али Топтани (1863—1920) алб. Esad Ali pashë Toptani, тур. Esad Ali paşa Toptani                                                                            | 5 октября 1914   | 27 февраля 1916                                                                                             | независимый                               | председатель Временного правительства алб. Kryetar i Qeverisë së Përkohshme | Топтани                     | [ 20 ] [ 21 ] |
| Отсутствие национального правительства в условиях множественной оккупации |                  | |                  | |                                           |                                                                             |                             |               |
| 3 (III)                                                                   |                  | Турхан-паша Пермети (1839—1927) алб. Turhan pashë Përmeti, тур. Turhan paşa Përmeti                                                                                   | 25 декабря 1918  | 20 февраля 1920                                                                                             | независимый                               | председатель Временного правительства алб. Kryetar i Qeverisë së Përkohshme | Пермети (III)               | [ 42 ] [ 43 ] |
| 5                                                                         |                  | Сулейман-бей Дельвина (1884—1933) алб. Sulejman bej Delvina урожд. Сулейман Фехми алб. Sylejman Fehmi                                                                 | 11 февраля 1920  | 20 ноября 1920                                                                                              | независимый                               | премьер-министр Албании алб. Kryeministër i Shqipërisë                      | Дельвина                    | [ 45 ] [ 46 ] |
| 6 (I—II)                                                                  |                  | Илиаз-бей Вриони (1882—1932) алб. Iliaz bej Vrioni | 20 ноября 1920   | 16 октября 1921                                                                                             | независимый                               | премьер-министр Албании алб. Kryeministër i Shqipërisë                      | [ комм. 6 ]                 | [ 37 ]        |
| 7 (I)                                                                     |                  | Пандели Яно Эвангели (1859—1949) алб. Pandeli Jano Evangjeli | 16 октября 1921  | 6 декабря 1921                                                                                              | Народная партия в коалиции Священный союз | премьер-министр Албании алб. Kryeministër i Shqipërisë                      | [ комм. 6 ]                 | [ 30 ] [ 31 ] |
| и. о.                                                                     |                  | Кязим Коцули (1887—1943) алб. Qazim Koculi | 6 декабря 1921   | 7 декабря 1921                                                                                              | Прогрессивная партия                      | премьер-министр Албании алб. Kryeministër i Shqipërisë                      | [ комм. 6 ]                 | [ 47 ]        |
| 8                                                                         |                  | Хасан-бей Приштина (1873—1933) алб. Hasan bej Prishtina урожд. Хасан Бериша алб. Hasan Berisha                                                                        | 7 декабря 1921   | 12 декабря 1921                                                                                             | независимый                               | премьер-министр Албании алб. Kryeministër i Shqipërisë                      | [ комм. 6 ]                 | [ 48 ] [ 49 ] |
| и. о.                                                                     |                  | Идомене Костури (1873—1943) алб. Idhomene Kosturi | 12 декабря 1921  | 24 декабря 1921                                                                                             | Прогрессивная партия                      | премьер-министр Албании алб. Kryeministër i Shqipërisë                      | [ комм. 6 ]                 | [ 50 ]        |
| 9 (I)                                                                     |                  | Джафер-бей Асилян Юпи (1880—1940) алб. Xhafer Asilan bej Ypi | 24 декабря 1921  | 2 декабря 1922                                                                                              | Народная партия                           | премьер-министр Албании алб. Kryeministër i Shqipërisë                      | [ комм. 6 ]                 | [ 32 ]        |
| 10 (I)                                                                    |                  | Ахмет Зогу (1895—1961) алб. Ahmet Zogu урожд. Ахмет Джемаль Мухтар Зоголи-Мати алб. Ahmet Xhemal Muhtar Zogolli-Mati                                                  | 2 декабря 1922   | 25 февраля 1924                                                                                             | независимый                               | премьер-министр Албании алб. Kryeministër i Shqipërisë                      | [ комм. 6 ]                 | [ 33 ] [ 51 ] |
| 7 (II)                                                                    |                  | Пандели Яно Эвангели (1859—1949) алб. Pandeli Jano Evangjeli | 25 февраля 1924  | 3 марта 1924                                                                                                | Народная партия                           | премьер-министр Албании алб. Kryeministër i Shqipërisë                      | [ комм. 6 ]                 | [ 30 ] [ 31 ] |
| 11 (I)                                                                    |                  | Шефкет-бей Исмаиль Верляджи (1877—1946) алб. Shefqet Ismail bej Vërlaxhi                                                                                              | 3 марта 1924     | 27 мая 1924                                                                                                 | Прогрессивная партия                      | премьер-министр Албании алб. Kryeministër i Shqipërisë                      | [ комм. 6 ]                 | [ 52 ] [ 53 ] |
| 6 (III)                                                                   |                  | Илиаз-бей Вриони (1882—1932) алб. Iliaz bej Vrioni | 27 мая 1924      | 16 июня 1924                                                                                                | независимый                               | премьер-министр Албании алб. Kryeministër i Shqipërisë                      | [ комм. 6 ]                 | [ 37 ]        |
| 12                                                                        |                  | епископ Теофан (1882—1965) алб. peshkop Theofan в миру Фан Стилиан Ноли алб. Fan Stilian Noli урожд. Феофанис Стилиану Мавроматис греч. Θεοφάνης Στυλιανού Μαυρωμάτης | 16 июня 1924     | 24 декабря 1924                                                                                             | Народная партия                           | премьер-министр Албании алб. Kryeministër i Shqipërisë                      | [ комм. 6 ]                 | [ 38 ] [ 54 ] |
| 6 (III)                                                                   |                  | Илиаз-бей Вриони (1882—1932) алб. Iliaz bej Vrioni | 24 декабря 1924  | 6 января 1925                                                                                               | независимый                               | премьер-министр Албании алб. Kryeministër i Shqipërisë                      | [ комм. 6 ]                 | [ 37 ]        |
| 10 (II)                                                                   |                  | Ахмет Зогу (1895—1961) алб. Ahmet Zogu урожд. Ахмет Джемаль Мухтар Зоголи-Мати алб. Ahmet Xhemal Muhtar Zogolli-Mati                                                  | 6 января 1925    | 31 января 1925                                                                                              | независимый                               | премьер-министр Албании алб. Kryeministër i Shqipërisë                      | [ комм. 6 ]                 | [ 33 ] [ 51 ] |

### Северный Эпир (1914)
Автономная Республика Северного Эпира (греч. Αυτόνομος Δημοκρατία της Βορείου Ηπείρου, Афто́номос Димократи́а тис Вори́у Ипи́ру) — самопровозглашённое государство, созданное 28 февраля 1914 года после Балканских войн греческим населением Южной Албании, выступившим против присоединения к Княжеству Албании.
Как только греческая армия заняла спорную территорию, в Аргирокастроне (греч. Αργυρόκαστρον, сегодня Гирокастра) было создано правительство во главе с Георгиосом Христакисом-Зографосом при молчаливой поддержке Греции. В мае 1914 года автономия была подтверждена великими державами в Корфском протоколе, постановившими, что регион будет иметь собственную администрацию при номинальном подчинении Албании (что не было реализовано ввиду свержения в августе албанского правительства). Повторно оккупировав территорию в октябре 1914 года после начала мировой войны, Греция установила 27 октября 1914 года свою администрацию. После поражения в малоазийской кампании в ноябре 1921 года Греция окончательно уступила Северный Эпир Албании.
| Портрет | Имя (годы жизни)                                                          | Полномочия   | Полномочия      | Должность | Пр.    |
| Портрет | Имя (годы жизни)                                                          | Начало       | Окончание       | Должность | Пр.    |
| ------- | ------------------------------------------------------------------------- | ------------ | --------------- | --- | ------ |
|         | Георгиос Христакис-Зографос (1863—1920) греч. Γεώργιος Χρηστάκης-Ζωγράφος | 1 марта 1914 | 27 октября 1914 | председатель Временного правительства Автономной Республики Северного Эпира греч. Πρόεδρος της Προσωρινής Κυβέρνησης της Αυτόνομης Δημοκρατίας της Βορείου Ηπείρου | [ 58 ] |

### Республика Корча (1916—1918)
Автономная албанская республика Корча (алб. Republika Autonome Shqipëtare Korçë, фр. République Albanaise Autonome Korca) являлась государственным образованием, существовавшим на юго-востоке Албании во время Первой мировой войны. В июне 1916 года Франция оккупировала область Корчи, что противоречило Лондонскому договору 1915 года, по которому страны Антанты согласились с установлением Италией контроля над южной Албанией. 10 декабря 1916 года территории была предоставлена автономия и создан консультативный совет с равным представительством мусульманского и христианского населения. С марта 1917 года до февраля 1918 года в регионе действовал назначенный французским командованием Албанский административный совет (алб. Këshilli administrativ Shqiptar, фр. Conseil administratif Albanais). По окончании войны Франция сохраняла оккупационный режим до решения Парижской мирной конференцией вопроса об албанских границах и, наконец, передала территорию Албании 26 мая 1920 года и вывела военный контингент 21 июня 1920 года.
| Портрет | Имя (годы жизни)                              | Полномочия | Полномочия   | Должность | Пр.    |
| Портрет | Имя (годы жизни)                              | Начало     | Окончание    | Должность | Пр.    |
| ------- | --------------------------------------------- | ---------- | ------------ | --- | ------ |
|         | Кяни-бей Дишница (?—?) алб. Qani bej Dishnica | март 1917  | февраль 1918 | председатель Албанского административного совета алб. Kryetari i Këshillit administrativ Shqiptar фр. président du conseil administratif Albanais | [ 60 ] |

### Республика Мирдита (1921)
Республика Мирдита (алб. Republika e Mirditës) являлась недолговечным непризнанным государственным образованием, провозглашённым в северной Албании главой местного родового объединения Марко Гёни, существовавшая с 17 июля по 20 ноября 1921 года. Провозглашённый президентом Гёни и его последователи принадлежали к католической церкви и являлись противниками албанских государственных институтов, созданных по итогам Первой мировой войны, найдя поддержку у короля сербов, хорватов и словенцев Александра I.
Правительство Албании смогло восстановить контроль над регионом 9 августа, но укрывшийся в югославянском королевстве Гёни добился оккупации Мирдиты его войсками 1 ноября и восстановления республики, однако 20 ноября с выводом оккупационного контингента прекратил попытки создания сепаратного государства и в дальнейшем принимал участие в албанской политической жизни.
| Портрет | Имя (годы жизни)                        | Полномочия   | Полномочия     | Должность                                                             | Пр.    |
| Портрет | Имя (годы жизни)                        | Начало       | Окончание      | Должность                                                             | Пр.    |
| ------- | --------------------------------------- | ------------ | -------------- | --------------------------------------------------------------------- | ------ |
|         | Марко Гёни (1861—1925) алб. Marka Gjoni | 17 июля 1921 | 20 ноября 1921 | президент Республики Мирдита алб. Presidenti I Republikës Së Mirditës | [ 61 ] |

## Республика Албания (1925—1928)
Вступивший 1 марта 1925 года на пост президента Республики Албании (алб. Kryetar i Republikës Shqiptare) Ахмет Зогу, одновременно занял посты премьер-министра, министра иностранных дел и главнокомандующего армии. На следующий день был утверждён окончательный текст конституции, установившей республику с двухпалатным парламентом, — сенатом из 18 сенаторов (6 из которых назначались президентом, а 12 избирались на 6 лет), и палатой депутатов, избираемой на 3 года косвенным голосованием. Состоявшиеся в соответствии с опубликованным 16 марта президентским декретом в апреле—мае 1925 года парламентские выборы принесли полную победу сторонникам Зогу.
5 июня 1928 года правительство издало указ о созыве Учредительного собрания, призванного решить вопрос об установлении монархии. На подготовительные мероприятия, включая выборы, ушло два месяца, и 1 сентября министр иностранных дел Илиаз-бей Вриони направил уведомления иностранным дипломатическим представителям в Албании о провозглашении парламентом Зогу королём албанцев.
|              | Портрет | Имя (годы жизни) | Полномочия     | Полномочия      | Должность                                                                        | Пр.           |
| Начало       | Портрет | Имя (годы жизни) | Окончание      |                 | Должность                                                                        | Пр.           |
| ------------ | ------- | --- | -------------- | --------------- | -------------------------------------------------------------------------------- | ------------- |
| 10 (III—VII) |         | Ахмет Зогу (1895—1961) алб. Ahmet Zogu урожд. Ахмет Джемаль Мухтар Зоголи-Мати алб. Ahmet Xhemal Muhtar Zogolli-Mati | 31 января 1925 | 1 сентября 1928 | президент и премьер-министр Албании алб. President dhe Kryeministër i Shqipërisë | [ 33 ] [ 51 ] |

## Королевство Албания (1928—1946)
Указ о созыве Учредительного собрания, призванного решить вопрос об установлении монархии, был издан правительством 5 июня 1928 года. На подготовительные мероприятия, включая выборы, ушло два месяца, и 1 сентября министр иностранных дел Илиаз-бей Вриони направил уведомления иностранным дипломатическим представителям в Албании о провозглашении парламентом Ахмета Зогу «волею народа королём албанцев» (алб. Me vullnet të Popullit Mbret' i Shqiptarëvet) под тронным именем Зог I (алб. Zog I.), а страну — Королевством Албанией (алб. Mbretnija Shqiptare)
На рассвете 5 апреля 1939 года у албанской королевской четы появился на свет наследник, получивший имя Лека, и почти одновременно Зогу узнал об итальянском ультиматуме об установлении итальянского протектората над Албанией, с требованием дать ответ к 12 часам следующего дня. Не решившись ни на принятие ультиматума, ни на его отклонение, ни на вооружение народа, король стал вывозить свою семью и значительную часть казны к греческой границе. В 4 часа 30 минут 7 апреля 1939 года контингент под командованием генерала Альфредо Гуццони начал высадку в албанских портах; на следующее утро в 9 часов 30 минут он вступил в Тирану, а 10 апреля оккупация страны была завершена практически без сопротивления.
|           | Портрет | Имя (годы жизни)                                                   | Полномочия      | Полномочия      | Должность                                                                                                | Пр.           |
| Начало    | Портрет | Имя (годы жизни)                                                   | Окончание       |                 | Должность                                                                                                | Пр.           |
| --------- | ------- | ------------------------------------------------------------------ | --------------- | --------------- | --- | ------------- |
| 13 (I)    |         | Костак Нучи Кота (1889—1949) алб. Kostaq Nuçi Kota                 | 5 сентября 1928 | 6 марта 1930    | премьер-министр Албании алб. Kryeministër i Shqipërisë                                                   | [ 65 ]        |
| 7 (III—V) |         | Пандели Яно Эвангели (1859—1949) алб. Pandeli Jano Evangjeli       | 6 марта 1930    | 22 октября 1935 | премьер-министр Албании алб. Kryeministër i Shqipërisë                                                   | [ 30 ] [ 31 ] |
| 14        |         | Мехди-бей Абдюль Фрашери (1874—1963) алб. Mehdi Abdyl bej Frashëri | 22 октября 1935 | 9 ноября 1936   | премьер-министр Албании алб. Kryeministër i Shqipërisë                                                   | [ 66 ]        |
| 13 (II)   |         | Костак Нучи Кота (1889—1949) алб. Kostaq Nuçi Kota                 | 9 ноября 1936   | 8 апреля 1939   | премьер-министр Албании алб. Kryeministër i Shqipërisë                                                   | [ 65 ]        |
| 9 (II)    |         | Джафер-бей Асилян Юпи (1880—1940) алб. Xhafer Asilan bej Ypi       | 9 апреля 1939   | 12 апреля 1939  | председатель Временного административного комитета алб. Kryetari i Komitetit të Përkohshëm Administrativ | [ 32 ]        |

### Личная уния с Италией (1939—1943)
После бегства короля Зога I в Грецию ввиду оккупации страны итальянской армией 9 апреля 1939 года был создан Временный административный комитет (алб. Komitetit të Përkohshëm Administrativ) во главе с Джафер-беем Юпи, обратившийся с прокламацией к албанскому народу о том, что 26 лет существования независимого государства доказали неспособность албанцев к самоуправлению. 12 апреля на заседании спешно созванной Конституционной ассамблеи была одобрена личная уния Албании и Королевства Италии и назначено новое правительство во главе с Шефкет-беем Верляджи.
Одним из первых актов нового кабинета стал выход страны из Лиги Наций. 15 апреля 1939 года в Риме состоялось заседание большого фашистского совета, одобрившего личную унию; на следующий день делегация марионеточного албанского правительства преподнесла Виктору Эммануилу III «корону Скандербега»
. 3 июня 1939 года Виктор Эммануил III даровал Албании новую конституцию, основанную на идеях итальянского фашизма о всеобъемлющем характере государства.
Центральным элементом новой политической системы стала основанная 2 июня 1939 года Национальная фашистская партия Албании (алб. Partia Nacionale Fashiste të Shqipërisë), в уставе которой провозглашалось, что она непосредственно подчиняется Дуче и находится под началом секретаря итальянской Национальной фашистской партии; все руководители партии стали сенаторами королевства. Албанская территория была использована для итальянского вторжения в Грецию 28 октября 1940 года, однако к весне 1941 года греческие войска не только отстояли свои границы, но и значительно продвинулись вглубь Албании. Поражением закончилось и предпринятое итальянцами с 9 по 16 марта 1941 года контрнаступление. Перелом внесли начатые 6 апреля 1941 года греческая и югославская кампании сил Третьего рейха. После капитуляция Югославии и Греции Италии создала собственные крупные оккупационные зоны в этих странах и существенно расширила территорию находящейся под её управлением Албании, включив в неё большую часть Косова и Метохии и ряд других земель.
В начале 1943 года албанские фашисты предложили программу суверенизации, включавшую воссоздание собственных албанских политических и экономических институтов; в рамках этого 1 апреля 1943 года их партийная структура была реорганизована в Гвардию Великой Албании (алб. Gardën e Shqipërisë së Madhe), что отражало стремление к объединению всех земель расселения албанцев в Великую Албанию. После ареста Муссолини 23 июля 1943 года между союзниками по антигитлеровской коалиции и Италией 8 сентября 1943 года было заключено перемирие; в тот же день Германия заявила о переходе контролировавшихся Италией на Балканах территорий под своё управление.
|         | Портрет                                | Имя (годы жизни)                                                         | Полномочия      | Полномочия      | Партия        | Пр.           |
| Начало  | Портрет                                | Имя (годы жизни)                                                         | Окончание       |                 | Партия        | Пр.           |
| ------- | -------------------------------------- | ------------------------------------------------------------------------ | --------------- | --------------- | ------------- | ------------- |
| 11 (II) |                                        | Шефкет-бей Исмаиль Верляджи (1877—1946) алб. Shefqet Ismail bej Vërlaxhi | 12 апреля 1939  | 3 декабря 1941  | независимый   | [ 52 ] [ 53 ] |
|         | Национальная фашистская партия Албании | Шефкет-бей Исмаиль Верляджи (1877—1946) алб. Shefqet Ismail bej Vërlaxhi | 12 апреля 1939  | 3 декабря 1941  |               | [ 52 ] [ 53 ] |
| 15      |                                        | Мустафа Мерлика-Круя (1887—1958) алб. Mustafa Merlika-Kruja              | 3 декабря 1941  | 18 января 1943  | [ 78 ]        |               |
| 16 (I)  |                                        | Экрем-бей Либохова (1882—1948) алб. Eqrem bej Libohova                   | 18 января 1943  | 12 февраля 1943 | [ 79 ] [ 80 ] |               |
| 17      |                                        | Малик-бей Бушати (1880—1944) алб. Maliq bej Bushati                      | 12 февраля 1943 | 11 мая 1943     | [ 81 ] [ 82 ] |               |
|         | Гвардия Великой Албании                | Малик-бей Бушати (1880—1944) алб. Maliq bej Bushati                      | 12 февраля 1943 | 11 мая 1943     | [ 81 ] [ 82 ] |               |
| 16 (II) |                                        | Экрем-бей Либохова (1882—1948) алб. Eqrem bej Libohova                   | 11 мая 1943     | 8 сентября 1943 | [ 79 ] [ 80 ] |               |

### Немецкая оккупация (1943—1944)
Незадолго до последовавшей 8 сентября 1943 года капитуляции Италии вошедшие в Албанию немцы объявили, что намерены восстановить её независимость. 3 сентября 1943 года было объявлено о прекращении «личной унии» албанского престола с итальянской династией, 14 сентября 1943 года сформирован Временный исполнительный комитет (алб. Komitetit Ekzekutiv të Përkohshëm), созвавший подобие учредительного собрания, на котором 26 октября 1943 года был избран Верховный совет (алб. Këshilli i Naltë) с регентскими полномочиями, во главе с Мехди-беем Фрашери.
С момента сложения 8 сентября 1943 года полномочий фашистского правительства Экрем-бея Либоховы и до назначения Высшим советом 5 ноября 1943 года правительства во главе с Реджеп-беем Митровицей руководимый Ибрахим-беем Бичакчиу Временный исполнительный комитет являлся фактическим гражданским правительством Албании. Последнее коллаборационистское правительство распалось 26 октября 1944 года ввиду успехов Национально-освободительной армии Албании (на следующий день после самороспуска Высшего совета). 29 ноября 1944 года немецкие части оставили Шкодер, их последний опорный пункт на севере Албании.
|        | Портрет | Имя (годы жизни)                                                     | Полномочия      | Полномочия      | Партия                                                 | Должность                                                                                         | Пр.           |
| Начало | Портрет | Имя (годы жизни)                                                     | Окончание       |                 | Партия                                                 | Должность                                                                                         | Пр.           |
| ------ | ------- | -------------------------------------------------------------------- | --------------- | --------------- | ------------------------------------------------------ | ------------------------------------------------------------------------------------------------- | ------------- |
| —      |         | Ибрахим-бей Акиф Бичакчиу (1905—1977) алб. Ibrahim Aqif Bej Biçakçiu | 8 сентября 1943 | 5 ноября 1943   | Национальный фронт Бали Комбетар (алб. Balli Kombëtar) | председатель Временного исполнительного комитета алб. Kryetar i Komitetit Ekzekutiv të Përkohshëm | [ 83 ] [ 84 ] |
| 18     |         | Реджеп-бей Митровица (1888—1967) алб. Rexhep bej Mitrovicari         | 5 ноября 1943   | 18 июля 1944    | Национальный фронт Бали Комбетар (алб. Balli Kombëtar) | премьер-министр алб. Kryeministër                                                                 | [ 85 ] [ 86 ] |
| 19     |         | Фикри-бей Дине (1897—1960) алб. Fiqri bej Dine                       | 18 июля 1944    | 6 сентября 1944 | Национальный фронт Бали Комбетар (алб. Balli Kombëtar) | премьер-министр алб. Kryeministër                                                                 | [ 87 ] [ 88 ] |
| 20     |         | Ибрахим-бей Акиф Бичакчиу (1905—1977) алб. Ibrahim Aqif Bej Biçakçiu | 6 сентября 1944 | 26 октября 1944 | Национальный фронт Бали Комбетар (алб. Balli Kombëtar) | премьер-министр алб. Kryeministër                                                                 | [ 83 ] [ 84 ] |

### Правительства АНСО (1944—1946)
Национально-освободительная война в Албании опиралась на опыт Народно-освободительной войны Югославии, по примеру которой 27 мая 1944 года на трёхдневном конгрессе в Пермети был создан Антифашистский национальный совет освобождения (АНСО) (алб. Këshilli Antifashist për Çlirimin Kombëtar), провозглашённый верховной властью, и избран его постоянный Президиум во главе с председателем Президиума Антифашистского национального совета освобождения (алб. Kryetar i Presidiumit së Këshillit Antifashist për Çlirimin Kombëtar) Омером Нишани. Организация вооружённой борьбы и текущее управление освобождёнными территориями была возложена на Антифашистский национальный комитет освобождения (алб. Komiteti Antifashist për Çlirimin Kombëtar), председателем которого (алб. Kryetar i Komitetit Antifashist për Çlirimin Kombëtar) стал коммунист Энвер Ходжа.
На втором конгрессе АНСО в Берате 22 октября 1944 года Антифашистский комитет был преобразован в возглавляемое Ходжой Демократическое правительство Албании, которое перенесло работу в освобождённую Тирану 17 ноября 1944 года. Сохранявшему номинально престол королю Зогу I был запрещён въезд в страну, деятельность монархических организаций, из которых крупнейшей была Легалитети, пресекалась. На начавшемся 5 августа 1945 года съезде АНСО был преобразован в Демократический фронт Албании (алб. Fronti Demokratik i Shqipërisë), в котором доминировали коммунисты, его избирательный список одержал решительную победу на состоявшихся 2 декабря 1945 года выборах в Конституционную ассамблею, которая 11 января 1946 года приняла конституцию, провозгласившую страну Народной Республикой Албанией.
|        | Портрет         | Имя (годы жизни)                                      | Полномочия     | Полномочия                                          | Партия                                                                                     | Должность | Пр.                  |
| Начало | Портрет         | Имя (годы жизни)                                      | Окончание      |                                                     | Партия                                                                                     | Должность | Пр.                  |
| ------ | --------------- | ----------------------------------------------------- | -------------- | --------------------------------------------------- | ------------------------------------------------------------------------------------------ | --- | -------------------- |
| —      |                 | Энвер Халиль Ходжа (1908—1985) алб. Enver Halil Hoxha | 28 мая 1944    | 22 октября 1944                                     | Коммунистическая партия Албании во главе Антифашистского национального совета освобождения | председатель Антифашистского национального комитета освобождения алб. Kryetar i Komitetit Antifashist për Çlirimin Kombëtar | [ 94 ] [ 95 ] [ 96 ] |
| 21 (I) | 22 октября 1944 | Энвер Халиль Ходжа (1908—1985) алб. Enver Halil Hoxha | 11 января 1946 | председатель правительства алб. Kryetari I Qeverisë | Коммунистическая партия Албании во главе Антифашистского национального совета освобождения | | [ 94 ] [ 95 ] [ 96 ] |
| 21 (I) | 22 октября 1944 | Энвер Халиль Ходжа (1908—1985) алб. Enver Halil Hoxha | 11 января 1946 | председатель правительства алб. Kryetari I Qeverisë | Коммунистическая партия Албании во главе Демократического фронта Албании                   | | [ 94 ] [ 95 ] [ 96 ] |

## Народная / Народная Социалистическая Республика (1946—1991)
Конституционная ассамблея, делегаты которой, в основном, представляли возглавляемый Коммунистической партией Албании Демократический фронт, приняла 11 января 1946 года Конституцию, провозгласившую Народную Республику Албанию (алб. Republika Popullore e Shqipërisë). Первый секретарь Коммунистической партии (принявшей на открывшемся 8 ноября 1948 года I съезде название Албанская партия труда) Энвер Ходжа возглавлял правительство до 1954 года, когда отказался от государственных постов, сохранив за собой руководство партией, постепенно принявшей националистически-коммунистическую идеологию, названную «ходжаизмом».
Возглавивший правительство после Ходжи Мехмет Шеху сохранял пост вплоть до своей гибели в декабре 1981 года в ходе острой внутриполитической борьбы (по официальной версии — застрелившись). В 1976 году была принята новая Конституция, провозгласившая страну Народной Социалистической Республикой Албанией (алб. Republika Popullore Socialiste e Shqipërisë), а марксизм-ленинизм — её официальной идеологией. Главой правительства, в соответствии с Конституцией, стал председатель Совета министров (алб. Kryetari i Këshillit të Ministrave).
После смерти Ходжи в апреле 1985 года его преемником стал формальный глава государства — председатель Президиума Народного собрания Рамиз Алия, который в результате внутрипартийной борьбы смог нейтрализовать большинство своих оппонентов. На фоне перестроечных реформ в СССР и восточноевропейских революций 1989 года в Албании начались массовые протесты, вылившиеся в падение режима, переход к многопартийной системе и рыночной экономике. Когда 12 декабря 1990 года на пленуме ЦК АПТ согласились с введением многопартийности, в тот же день было заявлено о создании Демократической партии Албании (ДПА). В короткий срок были созданы Республиканская, Христианско-демократическая, Социал-демократическая и некоторые другие партии, однако ДПА являлась крупнейшей оппозиционной организацией. На состоявшихся в марте—апреле 1991 года многопартийных выборах АПТ победила, получив 56,2 % голосов, ДПА заняла второе место с 38,7 % голосов (её заявления о фальсификациях не были подтверждены международными наблюдателями). 30 апреля 1991 года новый состав парламента внёс изменения в конституцию, изменив название страны на Республика Албания (алб. Republika e Shqipërisë) и провозгласив гражданские и политические свободы; на следующий день на учреждённый пост президента был избран Рамиз Алия.
|             | Портрет         | Имя (годы жизни)                                         | Полномочия      | Полномочия                                                            | Партия                                                                                            | Должность                                           | Пр.                  |
| Начало      | Портрет         | Имя (годы жизни)                                         | Окончание       |                                                                       | Партия                                                                                            | Должность                                           | Пр.                  |
| ----------- | --------------- | -------------------------------------------------------- | --------------- | --------------------------------------------------------------------- | ------------------------------------------------------------------------------------------------- | --------------------------------------------------- | -------------------- |
| 21 (II—IX)  |                 | Энвер Халиль Ходжа (1908—1985) алб. Enver Halil Hoxha    | 11 января 1946  | 20 июля 1954                                                          | Коммунистическая партия Албании → Албанская партия труда во главе Демократического фронта Албании | председатель правительства алб. Kryetari I Qeverisë | [ 94 ] [ 95 ] [ 96 ] |
| 22 (I—XIII) |                 | Мехмет Исмаиль Шеху (1913—1981) алб. Mehmet Ismail Shehu | 20 июля 1954    | 28 декабря 1976                                                       | Албанская партия труда во главе Демократического фронта Албании                                   | председатель правительства алб. Kryetari I Qeverisë | [ 106 ] [ 107 ]      |
| 22 (I—XIII) | 28 декабря 1976 | Мехмет Исмаиль Шеху (1913—1981) алб. Mehmet Ismail Shehu | 18 декабря 1981 | председатель Совета министров алб. Kryetari i Këshillit të Ministrave | Албанская партия труда во главе Демократического фронта Албании                                   |                                                     | [ 106 ] [ 107 ]      |
| и. о.       |                 | Адиль Хаки Чарчани (1922—1997) алб. Adil Haki Çarçani    | 18 декабря 1981 | председатель Совета министров алб. Kryetari i Këshillit të Ministrave | Албанская партия труда во главе Демократического фронта Албании                                   | 15 января 1982                                      | [ 108 ] [ 109 ]      |
| 23 (I—VI)   | 15 января 1982  | Адиль Хаки Чарчани (1922—1997) алб. Adil Haki Çarçani    | 22 февраля 1991 | председатель Совета министров алб. Kryetari i Këshillit të Ministrave | Албанская партия труда во главе Демократического фронта Албании                                   |                                                     | [ 108 ] [ 109 ]      |
| 24 (I)      |                 | Фатос Танас Нано (1952—) алб. Fatos Thanas Nano          | 22 февраля 1991 | председатель Совета министров алб. Kryetari i Këshillit të Ministrave | 30 апреля 1991                                                                                    | Албанская партия труда                              | [ 110 ]              |

## Республика Албания (с 1991)
30 апреля 1991 года избранный на первых многопартийных выборах новый состав парламента внёс изменения в Конституцию 1976 года, изменив название страны на Республика Албания (алб. Republika e Shqipërisë). Правящая Албанская партия труда на внеочередном X съезде 13 июня 1991 года изменила название на Социалистическая партия Албании, приняв программу демократического социализма, изменив символику, произведя серьёзные кадровые перестановки и отказавшись от идеологии марксизма-ленинизма. Кроме того, реформаторское крыло партии добилось формирования нового правительства во главе с Юли Буфи. Следующие выборы, состоявшиеся год спустя, принесли победу оппозиционной Демократической партии Албании. Сформированное ею правительство Александера Мекси смогло закрепить победу на выборах 1996 года, но пало в результате вооружённых беспорядков в январе—марте 1997 года после краха сети финансовых пирамид. Расхитив воинские склады, восставшие заняли южные города и были остановлены, когда правительство раздало оружие своим сторонникам в центре и на севере страны. Противостояние, повлёкшее тысячи жертв, было прекращено после ввода по решению Совета безопасности ООН семитысячного контингента многонациональных сил под итальянским командованием, остававшихся в стране до 14 августа 1997 года. Это привело к смене власти: 11 марта 1997 года президент Сали Бериша отправил в отставку правительство Мекси, которого сменил социалист Башким Фино, на последовавших выборах Социалистическая партия одержала уверенную победу: президентом стал Реджеп Мейдани, а правительство вновь возглавил Фатос Нано. На состоявшемся 22 ноября 1998 года референдуме была принята действующая Конституция (21 октября одобренная конституционной комиссией), по которой пост главы правительства вновь получил название премьер-министр (алб. Kryeministri).
|               | Портрет                           | Имя (годы жизни)                                                | Полномочия       | Полномочия       | Партия                                                 | Выборы  | Должность                                                             | Пр.     |
| Начало        | Портрет                           | Имя (годы жизни)                                                | Окончание        |                  | Партия                                                 | Выборы  | Должность                                                             | Пр.     |
| ------------- | --------------------------------- | --------------------------------------------------------------- | ---------------- | ---------------- | ------------------------------------------------------ | ------- | --------------------------------------------------------------------- | ------- |
| 24 (I—II)     |                                   | Фатос Танас Нано (1952—) алб. Fatos Thanas Nano                 | 30 апреля 1991   | 20 мая 1991      | Албанская партия труда                                 | 1991    | председатель Совета министров алб. Kryetari i Këshillit të Ministrave | [ 110 ] |
| 24 (I—II)     | 20 мая 1991                       | Фатос Танас Нано (1952—) алб. Fatos Thanas Nano                 | 11 июня 1991     |                  | Албанская партия труда                                 | 1991    | председатель Совета министров алб. Kryetari i Këshillit të Ministrave | [ 110 ] |
| 25            |                                   | Юли Сократ Буфи (1948—) алб. Ylli Sokrat Bufi                   | 11 июня 1991     | 18 декабря 1991  | Социалистическая партия Албании                        | 1991    | председатель Совета министров алб. Kryetari i Këshillit të Ministrave | [ 112 ] |
| 26            |                                   | Вильсон Фаик Ахмети (1951—) алб. Vilson Faik Ahmeti             | 18 декабря 1991  | 13 апреля 1992   | независимый с участием Социалистической партии Албании | 1991    | председатель Совета министров алб. Kryetari i Këshillit të Ministrave | [ 120 ] |
| 27 (I—IV)     |                                   | Александер Габриэль Мекси (1939—) алб. Aleksandër Gabriel Meksi | 13 апреля 1992   | 11 марта 1997    | Демократическая партия Албании                         | 1992    | председатель Совета министров алб. Kryetari i Këshillit të Ministrave | [ 121 ] |
| 27 (I—IV)     | 1996                              | Александер Габриэль Мекси (1939—) алб. Aleksandër Gabriel Meksi | 13 апреля 1992   | 11 марта 1997    | Демократическая партия Албании                         |         | председатель Совета министров алб. Kryetari i Këshillit të Ministrave | [ 121 ] |
| 28            |                                   | Башким Мухамет Фино (1962—2021) алб. Bashkim Muhamet Fino       | 11 марта 1997    | 25 июля 1997     | Социалистическая партия Албании                        | [ 122 ] | председатель Совета министров алб. Kryetari i Këshillit të Ministrave |         |
| 24 (III—IV)   |                                   | Фатос Танас Нано (1952—) алб. Fatos Thanas Nano                 | 25 июля 1997     | 2 октября 1998   | Социалистическая партия Албании                        | 1997    | председатель Совета министров алб. Kryetari i Këshillit të Ministrave | [ 110 ] |
| 29 (I)        |                                   | Пандели Сотир Майко (1967—) алб. Pandeli Sotir Majko            | 2 октября 1998   | 29 октября 1999  | Социалистическая партия Албании                        | 1997    | председатель Совета министров алб. Kryetari i Këshillit të Ministrave | [ 123 ] |
| 29 (I)        | премьер-министр алб. Kryeministri | Пандели Сотир Майко (1967—) алб. Pandeli Sotir Majko            | 2 октября 1998   | 29 октября 1999  | Социалистическая партия Албании                        | 1997    |                                                                       | [ 123 ] |
| 30 (I—II)     |                                   | Илир Реджеп Мета (1969—) алб. Ilir Rexhep Meta                  | 29 октября 1999  | 22 февраля 2002  | Социалистическая партия Албании                        | 1997    | [ 124 ]                                                               |         |
| 30 (I—II)     | 2001                              | Илир Реджеп Мета (1969—) алб. Ilir Rexhep Meta                  | 29 октября 1999  | 22 февраля 2002  | Социалистическая партия Албании                        |         | [ 124 ]                                                               |         |
| 29 (II)       |                                   | Пандели Сотир Майко (1967—) алб. Pandeli Sotir Majko            | 22 февраля 2002  | 29 июля 2002     | Социалистическая партия Албании                        | [ 123 ] |                                                                       |         |
| 24 (V—VI)     |                                   | Фатос Танас Нано (1952—) алб. Fatos Thanas Nano                 | 29 июля 2002     | 10 сентября 2005 | Социалистическая партия Албании                        | [ 110 ] |                                                                       |         |
| 31 (I II)     |                                   | Сали Рам Бериша (1944—) алб. Sali Ram Berisha                   | 10 сентября 2005 | 13 сентября 2009 | Демократическая партия Албании                         | 2005    | [ 125 ]                                                               |         |
| 31 (I II)     | 13 сентября 2009                  | Сали Рам Бериша (1944—) алб. Sali Ram Berisha                   | 15 сентября 2013 | 2009             | Демократическая партия Албании                         |         | [ 125 ]                                                               |         |
| 32 (I II III) |                                   | Эди Кристакь Рама (1964—) алб. Edi Kristaq Rama                 | 15 сентября 2013 | 13 сентября 2017 | Социалистическая партия Албании                        | 2013    | [ 126 ]                                                               |         |
| 32 (I II III) | 13 сентября 2017                  | Эди Кристакь Рама (1964—) алб. Edi Kristaq Rama                 | 18 сентября 2021 | 2017             | Социалистическая партия Албании                        |         | [ 126 ]                                                               |         |
| 32 (I II III) | 18 сентября 2021                  | Эди Кристакь Рама (1964—) алб. Edi Kristaq Rama                 | действующий      | 2021             | Социалистическая партия Албании                        |         | [ 126 ]                                                               |         |